# What I've Done
"What I've Done" é uma canção da banda norte-americana de rock Linkin Park, lançada em 2007.

## Faixas

### CD 1
1. "What I've Done" (edição de rádio) - 3:29
2. "Faint" (ao vivo) - 2:45

### CD 2 (União Africana)
1. "What I've Done" - 3:29
2. "Faint" (ao vivo) - 2:45
3. "From the Inside" (ao vivo) - 3:28

### Versão DVD
1. "What I've Done" (videoclipe) - 3:29
2. "Faint" (ao vivo) (videoclipe) - 2:45

### 7" (picture disc)
1. "What I've Done" (edição de rádio) - 3:29
2. "Faint" (ao vivo) - 2:45

Todas as faixas ao vivo foram gravadas no estádio Chiba Marine em Tóquio, Japão, em 13 de Agosto de 2006 durante o Summer Sonic Festival.

## Videoclipe
O videoclipe de "What I've Done" mostra os integrantes da banda em um deserto, contracenando com várias cenas de problemas mundiais, como poluição, aquecimento global, racismo, Nazismo, fome, terrorismo, guerras, desmatamento, uso de drogas, aborto, obesidade, destruição, abuso dos governos dos países com os impostos e outros crimes cometidos pela humanidade. O videoclipe também inclui cenas de importantes figuras históricas, como Madre Teresa de Calcutá, Buda, Abraham Lincoln, Robert Kennedy, Fidel Castro e Mahatma Gandhi. O videoclipe está disponível para visualização pública na conta da banda no YouTube.

### Cenas notáveis do videoclipe
| - Adolf Hitler - A Banda Sixth-Day - Um falcão morto - Uma mulher anoréxica - Basílica de Santa Sofia - Parthenon - Buda - Fidel Castro - Uma criança palestina - Cidadãos de países subdesenvolvidos - Uma demonstração de direitos civis em Birmingham, Alabama, EUA - A Grande Pirâmide de Gizé no Egito - Mahatma Gandhi - Campo de concentração de Auschwitz - Saddam Hussein - Robert F. Kennedy | - Ku Klux Klan - Lincoln Memorial - Mesquita de Sultan Ahmed - Benito Mussolini - Vítimas sendo carregadas do Atentado de Oklahoma City - Cenas de poluição e aquecimento global - Os ataques terroristas de 2001 ao WTC - Joseph Stalin - Madre Teresa - Homem vitruviano - Mao Zedong - Poaching - Stonehenge - Trinity Test - Várias cenas da Segunda Guerra do Golfo |

## Posições
| Top (2007)                                           | Melhor posição |
| ---------------------------------------------------- | -------------- |
| África do Sul[carece de fontes?]                     | 1              |
| Áustria - Top 75                                     | 8              |
| Austrália - Parada de Singles ARIA                   | 13             |
| Estados Unidos - Billboard Hot 100                   | 7              |
| Estados Unidos - Billboard Pop 100                   | 8              |
| Estados Unidos - Billboard Faixas de Rock Moderno    | 1 (12x)        |
| Estados Unidos - Billboard Faixas de Rock Mainstream | 1 (8x)         |
| Chile - Top 100 Singles[carece de fontes?]           | 70             |
| Chéquia[carece de fontes?]                           | 80             |
| Países Baixos - Top 40                               | 26             |
| França - Parada de Downloads                         | 20             |
| Alemanha - Top 100                                   | 4              |
| Israel[carece de fontes?]                            | 3              |
| Irlanda - Top 50                                     | 15             |
| Itália - Top 50                                      | 8              |
| Japão - Tokio Hot 100[carece de fontes?]             | 5              |
| Letônia - Top Airplay[carece de fontes?]             | 5              |
| Nova Zelândia - Parada de Singles RIANZ              | 9              |
| Noruega - Top 20                                     | 12             |
| Polónia - Top 50                                     | 3              |
| Suíça - Top 100                                      | 6              |
| Reino Unido - UK Singles Chart                       | 6              |
| United World Chart                                   | 4              |
| Portugal - Top 50                                    | 3              |
| Suécia - Top 60                                      | 6              |
| Canadá - Hot 100                                     | 11             |
| Bulgária - Top 40                                    | 17             |
| Bélgica - Top 50                                     | 27             |